# Championnat d'Autriche féminin de football 1988-1989
Navigation
Édition précédente Édition suivante
La saison 1988-1989 du Championnat d'Autriche féminin de football (Österreichische Fußball-Frauenmeisterschaft) est la vingtième saison du championnat.
Cette saison avec une seule promotion le championnat passe à 11 équipes.

## Organisation
La compétition se déroule en mode championnat, chaque équipe joue deux fois contre chaque équipe adverse participante, une fois à domicile et une fois à l'extérieur.

## Compétition
Une victoire = 2 points, un match nul = 1 point.

### Classement
| Rang | Équipe                      | Pts | J  | G  | N | P  | Bp  | Bc  | Diff |
| ---- | --------------------------- | --- | -- | -- | - | -- | --- | --- | ---- |
| 1    | USC Landhaus                | 36  | 20 | 17 | 2 | 1  | 87  | 12  | +75  |
| 2    | Union Kleinmünchen          | 34  | 20 | 16 | 2 | 2  | 100 | 19  | +81  |
| 3    | 1. DFC Leoben               | 33  | 20 | 16 | 1 | 3  | 99  | 13  | +86  |
| 4    | SC Brunn am Gebirge (de)    | 32  | 20 | 14 | 4 | 2  | 98  | 19  | +79  |
| 5    | DFC Ostbahn XI              | 19  | 20 | 9  | 1 | 10 | 62  | 36  | +26  |
| 6    | ASV Vösendorf P             | 19  | 20 | 9  | 1 | 10 | 41  | 43  | -2   |
| 7    | DFC Heidenreichstein        | 18  | 20 | 8  | 2 | 10 | 49  | 41  | +8   |
| 8    | LUV Graz Damen              | 11  | 20 | 3  | 5 | 12 | 29  | 85  | -56  |
| 9    | ESV Stadlau/Kaisermühlen    | 10  | 20 | 3  | 4 | 13 | 29  | 98  | -69  |
| 10   | DFC St. Peter am Ottersbach | 5   | 20 | 1  | 3 | 16 | 18  | 113 | -95  |
| 11   | Wiener Berufsschulen CA     | 3   | 20 | 1  | 1 | 18 | 14  | 147 | -133 |

| Légende : Qualifications et relégations | Légende : Qualifications et relégations                            |
| --------------------------------------- | ------------------------------------------------------------------ |
|                                         | Champion d'Autriche                                                |
|                                         | Relégué en deuxième division                                       |
|                                         | T : Tenant du titre P : Promu C : Vainqueur de la Coupe d'Autriche |

- La coupe nationale n'est pas disputée cette saison.
- DFC St. Peter am Ottersbach et Wiener Berufsschulen CA arrêtent leur section féminine en fin de saison.